# Zilveren Reissmicrofoon

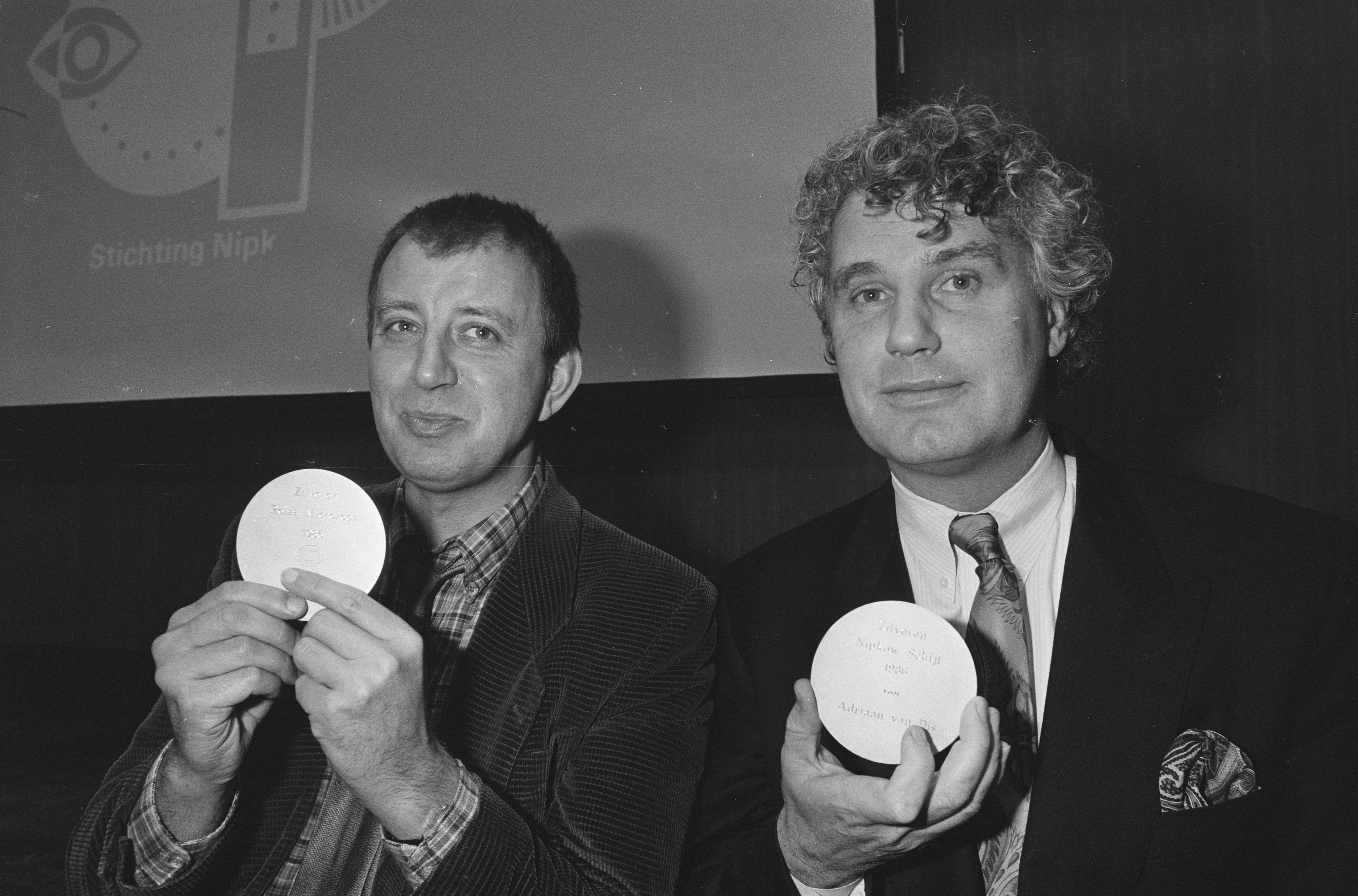
Ivo de Wijs (links) empfängt 1986 das Zilveren Reissmicrofoon; Adriaan van Dis erhält die Zilveren Nipkowschijf

Das Zilveren Reissmicrofoon (das Silberne Reissmikrofon) ist ein niederländischer Radiopreis, der zumeist in Silber ausgeführt ist. Er ist benannt nach Eugen Reisz, der 1924 das Mikrophon so weit weiter entwickelte, dass es auch professionell im neuen Medium Radio verwendet werden konnte.
Das Zilveren Reissmicrofoon wurde erstmals 1966 verliehen. Seit 1975 wird der Preis von der Nipkow-Stiftung vergeben, die auch die  Zilveren Nipkowschijf verleiht.